# 凯里·奥妮科
凯里·奥妮科（匈牙利語：Kéry Anikó，1956年3月31日—），匈牙利女子竞技体操运动员。她曾代表匈牙利获得1972年夏季奥运会体操比赛女子团体全能铜牌。她的女儿Anikó Kapros是一名网球运动员。